# Mats Perämaa
Mats Perämaa, född 12 oktober 1964, åländsk politiker (liberal).
- Finansminister, Ålands landskapsregering, 2015-2019
- Ledamot av Ålands lagting 2001-2007, 2011-2015
- Finansminister, Ålands landskapsregering 2007-2011
- Viceordförande i Liberalerna på Åland[1]